# 피글렛
피글렛(Piglet)은 A. A. 밀른의 책 《곰돌이 푸》(Winnie-the-Pooh)에 등장하는 가상의 등장인물이다. 피글렛은 곰돌이 푸 이야기에 등장하는 봉제인형 동물 중에서 푸와 가장 가까운 친구이다. 피글렛은 소심한 성격을 가진 "매우 작은 동물"이지만, 용감해지려고 노력하며 때로는 두려움을 극복하기도 한다.

## 책
피글렛은 《곰돌이 푸》 3장 내용에 소개되어 있지만 앞부분인 2장의 삽화 중 하나에 먼저 등장한다. 이후에는 5장부터 10장까지 계속 등장하며, 《푸 코너에 있는 집》에는 전 장에 등장한다. 피글렛은 푸의 가장 친한 친구이며 나머지 주요 등장인물을 비롯해 특히 크리스토퍼 로빈과도 친하다.
대부분의 등장인물과 마찬가지로 피글렛은 크리스토퍼 로빈 밀른의 봉제 인형 중 하나를 기반으로 만들어졌다. 곰돌이 푸 책에 실린 어니스트 H. 셰퍼드의 삽화 속 피글렛은 옅은 분홍색 피부를 가졌고 녹색 점퍼를 입고 있다. 피글렛은 대부분의 동물보다 작지만 루보다는 약간 크다. 목소리는 "끽끽거린다"고 묘사되어 있다.
1권에서 피글렛의 모험에는 우즐 사냥, 헤팔럼 포획 시도, 이요르에게 떠있는 생일 풍선 선물, 루 흉내로 캉가 속이기, 북극 탐험 동참, 홍수에 갇히기 등이 있다. 2권에서는 이요르의 집을 짓는 것을 돕고, 티거를 만나며, 자갈 구덩이에 갇혀 스몰을 찾고, 푸막대기 놀이를 하며, 안개 속에서 길을 잃고, 올빼미의 쓰러진 집에 갇힌 푸와 올빼미를 구출하는 것을 돕는다. 마지막 위업을 계기로 푸는 피글렛을 위해 그를 주제로 한 일곱 구절의 "존경하는 푸 노래"를 작곡한다.
피글렛은 최소한 짧은 메모 정도의 글을 충분히 읽고 쓸 수 있다. 《푸 코너에 있는 집》 삽화에서 피글렛 자신의 이름을 "피글릿"(Piglit) 철자로 표시하지만, 실제 원문에서는 직접 쓴 서명을 설명할 때에도 "피글렛"(Piglet)으로 표기하고 있다. 다른 장에서는 캉가가 피글렛을 완전히 깨끗하게 만들자 크리스토퍼 로빈이 피글렛을 못 알아보고 "헨리 푸텔"이라고 부른다. 이요르는 피글렛을 "작은 피글렛"이라고 부르는 것을 좋아한다.
피글렛이 가장 좋아하는 음식은 도토리이다. 어느 시점에서 한 그루를 집 바로 밖에 심어 놓고 언젠가 편하게 수확하기를 기대하고 있다.  피글렛은 헌드리드 에이커 숲에서 "무단침입자 W"(TRESPASSERS W)라고 적힌 표지판 옆 너도밤나무 집에 살고 있다. 삽화에서는 "W" 다음에 표시가 끊어져 있는 걸 볼 수 있다. 피글렛에 따르면 이 표지는 "무단침입자 윌리엄의 줄임말인 무단침입자 윌의 줄임말"이며, 그의 할아버지 이름이었다("무단침입자는 고발함"이라는 일반적인 표지의 패러디). 나중에 《푸 코너에 있는 집》에서 이요르는 올빼미의 집이 무너진 후 실수로 피글렛의 집을 올빼미의 새 집으로 잘못 제공한다. 피글렛은 올빼미가 그 집을 갖는 데 고상하게 동의하고, 푸는 피글렛에게 그와 함께 살 것을 청하고 피글렛이 이를 수락한다.

## 각색
1960년 HMV는 《푸 코너에 있는 집》의 두 에피소드(2장과 8장)를 노래(해럴드 프레이저심슨 작곡)가 들어간 극화 버전으로 녹음하였다. 페니 모렐이 피글렛으로 출연하였고, 45rpm EP로 발매되었다.

## 디즈니 각색
피글렛은 원래 디즈니의 첫 번째 푸 영화인 《곰돌이 푸와 꿀 나무》(1966년)에서 등장하지 않았다. 영화의 감독 볼프강 레이더먼에 따르면 피글렛은 고퍼로 대체되었는데, 좀 더 "서민적이고 미국적인, 풀뿌리 이미지"를 가지고 있다고 생각하였기 때문이었다. 밀른의 고전 동화에 익숙했던 많은 사람들이 피글렛을 배제하기로 한 디즈니의 결정에 항의하였으며, 디즈니는 이를 받아들였다. 피글렛은 다음에 나온 푸 영화인 《곰돌이 푸와 폭풍우 치던 날》(1968년)부터 출연하게 되었다.
디즈니가 해석한 피글렛은 분홍색 피부에 자홍색 스웨터를 입고 있다. 이 피글렛은 불필요하게 달리고 숨으며 불안할 때 말을 더듬는 일이 많아 두려움과 긴장감이 더욱 고조된다. 숨겨진 용기가 많고 위험에 직면하여도 두려운 순간조차 남을 돕는다. 피글렛에 대한 이야기는 그의 작은 크기뿐만 아니라 이러한 특성을 중심으로 전개되는 경향이 있다.
디즈니 만화에서 피글렛은 꽃과 같은 아름다운 것을 좋아하고, 매우 친절하며 물건을 깔끔하고 정돈되게 유지하는 데 집착한다. 친구들이 그를 높이 평가하지만, 때로는 피글렛 스스로 열등감을 갖기도 한다. 그러나 피글렛은 《곰돌이 푸의 새로운 모험》이나 2011년 영화의 몇가지 에피소드에서처럼 더 크고 강한 사람에게 적합한 일을 맡아서 하기도 한다.
피글렛은 월트 디즈니 파크 앤 리조트에서 만나 인사를 나눌 수 있다. 피글렛은 1988년 영화 《누가 로저 래빗을 모함했나》에서 카메오로 짧게 등장한다. 《하우스 오브 마우스》의 손님 중 한 명으로 등장한다. 또한, 푸와 함께 드림웍스 애니메이션 영화 《꿀벌 대소동》에 카메오로 출연한다.

## 등장

### 극장용 단편 영화
- 곰돌이 푸와 폭풍우 치던 날(1968년)
- 곰돌이 푸와 티거(1974년)
- 곰돌이 푸 계절을 발견하다(1981년)
- 곰돌이 푸와 이요르의 하루(1983년)

### 장편 영화
- 곰돌이 푸의 모험(1977년)
- 누가 로저 래빗을 모함했나(1988년, 카메오)
- 곰돌이 푸의 대모험: 크리스토퍼 로빈을 찾아서(1997년) DVD
- 베푸는 계절(1999년) DVD
- 티거 무비(2000년)
- 이야기 나라 곰돌이 푸: 여섯 가지 소중한 마음(2001년) DVD
- 미키의 환상의 크리스마스(2001년) DVD
- 미키 마우스와 악당의 집(2002년) DVD
- 곰돌이 푸: 즐거운 크리스마스, 신나는 새해(2002년) DVD
- 피글렛 빅 무비(2003년)
- 곰돌이 푸: 루의 새 봄 대축제(2004년) DVD
- 곰돌이 푸: 히파럼프 무비(2005년)
- 곰돌이 푸: 히파럼프 핼러윈 무비(2005년) DVD
- 꿀벌 대소동(2007년, 카메오)
- 내 친구 티거와 푸: 숲속 탐정단과 크리스마스(2007년) DVD
- 내 친구 티거와 푸: 숲속의 뮤지컬(2009년) DVD
- Super Duper Super Sleuths(2010년) DVD
- 곰돌이 푸(2011년)
- 곰돌이 푸 다시 만나 행복해(2018년)

### 텔레비전 시리즈
- 푸 코너에 오신 것을 환영합니다(1983년–1986년)
- 곰돌이 푸의 새로운 모험(1988년–1991년)
- 하우스 오브 마우스(2001년-2003년, 카메오 출연)
- 이야기 나라 곰돌이 푸(2001년–2003년)
- 내 친구 티거와 푸(2007년–2010년)
- 꼬마의사 맥스터핀스(게스트 출연)

## 성우 역사
존 피들러는 1968년부터 2005년 사망까지 피글렛의 목소리를 연기하였다. 《푸 코너에 오신 것을 환영합니다》에서는 필 배런이 목소리를 맡았다. 피들러가 피글렛 목소리를 맡은 마지막 작품은 《곰돌이 푸: 히파럼프 핼러윈 무비》이다. 크리스토퍼 로빈의 성우 브루스 레이더먼과 존 웜슬리, 루의 성우 클린트 하워드를 제외하면 피들러가 오리지널 곰돌이 푸 성우 중에서 마지막으로 살아있는 멤버였다.
피들러 사후에는 트래비스 오티스가 피글렛의 목소리를 연기하였는데, 피들러가 사망 전 녹음에 참여할 수 없었던 《킹덤 하츠 2》, 《곰돌이 푸: 히파럼프 핼러윈 무비》에도 대신 참여하였다. 그가 피글렛 연기를 맡은 첫 번째 주요 작품은 《내 친구 티거와 푸》 시리즈이다. 기존 성우진 중에서 그와 짐 커밍스만이 2011년 영화 《곰돌이 푸》로 복귀한 성우였다. 2018년 실사 영화 《곰돌이 푸 다시 만나 행복해》에서는 닉 모하메드가 피글렛 목소리를 맡았다.
한국어판의 피글렛 성우는 이재명이었으며, 이재명의 은퇴 후 2005년 영화 《곰돌이 푸: 히파럼프 무비》부터 최재익이 피글렛의 목소리를 전담하고 있다.

## 소비에트 각색

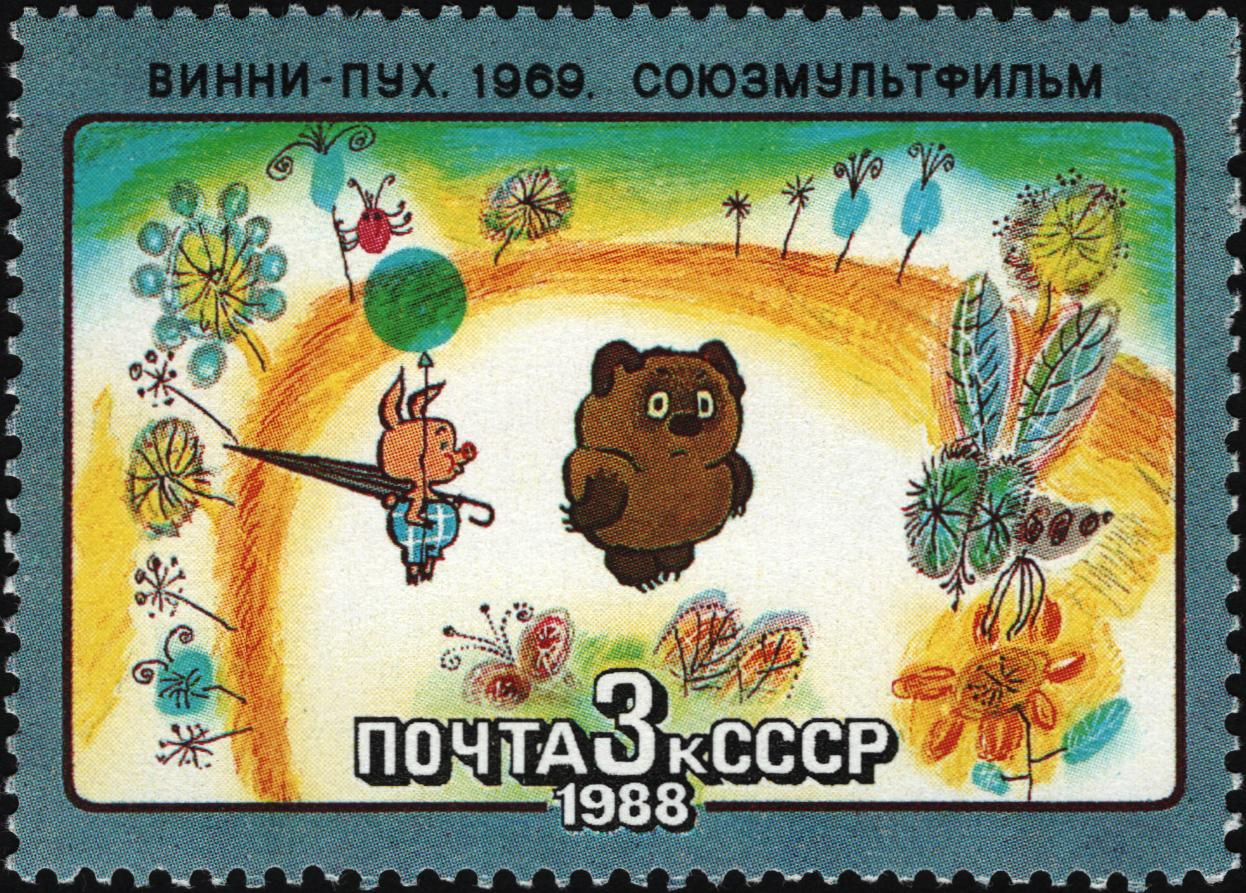
러시아 각색판에 등장하는 피글렛과 곰돌이 푸를 보여주는 우표

소비에트 연방의 세 편의 곰돌이 푸(러시아어: Винни-Пух 빈니푸흐[*]) 이야기는 소유즈멀트필름이 표도르 히트루크 감독 아래 1969년부터 1972년까지 제작한 유명한 3부작 단편 영화이다. 피글렛은 세 편의 영화 모두에서 퍄타초크(Пятачок)라는 이름으로 등장하며, 성우는 이야 사비나가 맡았다. 퍄타초크는 푸의 변함없는 동반자 역할이며 1장(푸와 꿀나무 관련)에서는 크리스토퍼 로빈의 역할을 대신하기도 한다. 디즈니 각색과는 달리 애니메이터들이 캐릭터 묘사를 셰퍼드의 삽화에 기초하지 않아 다른 모습으로 그려졌다.

## 대중문화에 미친 영향
벤저민 호프는 《푸의 도》(The Tao of Pooh)의 후속으로 《피글렛의 덕》(The Te of Piglet)을 저술하였다. 두 책 모두 E. H. 셰퍼드의 원작 삽화를 사용하였다. 《피글렛의 덕》은 "소인의 덕"이라는 도교의 사상을 피글렛의 예시로 자세하게 설명한다.
칼럼니스트이자 논평가인 앤드류 설리번은 1982년 옥스포드 대학교에서 학부생으로 공부하는 동안 책 《옥스퍼드 신화》(The Oxford Myth)에서 인용한 것처럼 유니버시티 푸 스틱스 클럽에서 활동하며 페르소나로 피글렛을 골랐다.

## 같이 보기
- 《피글렛 빅 무비》